# DEC VT-180
O DEC VT-180 (também chamado de Robin) foi um computador pessoal fabricado pela Digital Equipment Corporation no início da década de 1980.

## História
Fabricante do popular terminal VT-100, a DEC decidiu em 1982 que iria expandir as opções de uso do equipamento, transformando-o num computador pessoal.
O VT-180 era basicamente um VT-100 com uma placa de expansão que possuía uma UCP Z80A, 64 KiB de RAM, um controlador de disco e uma porta serial extra, o que lhe permitia executar o SO CP/M. Dois acionadores de disquete eram fornecidos num módulo separado com duas unidades, e o VT-180 podia controlar até quatro acionadores.

## Características
| UCP           | Zilog Z80 em 4,00 MHz                                                  |
| RAM           | 64 KiB                                                                 |
| ROM           | ? KiB                                                                  |
| Teclado       | mecânico, 77 teclas, com teclas de cursor e teclado numérico reduzido. |
| Display       | monocromático, apenas texto (80x25 ou 132x25).                         |
| Som           | alto-falante embutido                                                  |
| Portas        | 2 RS232                                                                |
| Armazenamento | 1 a 4 drives de 5" 1/4 com capacidade de 180 KiB cada.                 |